# Olympische Sommerspiele 2024/Gewichtheben – Halbschwergewicht (Frauen)
Das Gewichtheben der Frauen in der Klasse bis 71 kg (Halbschwergewicht) bei den Olympischen Sommerspielen 2024 in Paris fand am 9. August 2024 in der Arena Paris Sud 6 statt. Titelverteidigerin im Halbschwergewicht ist Neisi Dajomes aus Ecuador, die in Tokio mit einer Zweikampfleistung von 263 kg gewann. Damals wurde der Wettkampf im Halbschwergewicht allerdings als Klasse bis 76 kg ausgetragen. Durch die Reduzierung der Gewichtsklassen von sieben auf fünf bei den Frauen zu den Spielen in Paris wurde das maximale Körpergewicht im Halbschwergewicht auf 71 kg abgesenkt. Die US-Amerikanerin Olivia Reeves gewann mit einer Zweikampfleistung von 262 kg die Goldmedaille im Wettkampf und stellte zudem mit 117 kg einen olympischen Rekord im Reißen auf.

## Titelträgerinnen
| Olympische Spiele 2020         | Neisi Dajomes   | 263 kg * | Tokio     |
| Weltmeisterschaften 2023       | Liao Guifang    | 273 kg   | Riad      |
| Afrikameisterschaften 2024     | Joy Ogbonne Eze | 234 kg   | Ismailia  |
| Panamerikameisterschaften 2024 | Angie Palacios  | 240 kg   | Caracas   |
| Asienmeisterschaften 2024      | Song Kuk-hyang  | 269 kg   | Taschkent |
| Europameisterschaften 2024     | Loredana Toma   | 241 kg   | Sofia     |
| Ozeanienmeisterschaften 2024   | Sarah Cochrane  | 209 kg   | Auckland  |

## Rekorde

### Bestehende Rekorde
Vor Beginn der Olympischen Spiele waren folgende Rekorde gültig:
| Weltrekord         | Reißen    | Angie Palacios       | 121 kg | Havanna   | 14. Juni 2023      |
| Weltrekord         | Stoßen    | Song Kuk-hyang       | 154 kg | Taschkent | 7. Februar 2024    |
| Weltrekord         | Zweikampf | Liao Guifang         | 273 kg | Riad      | 13. September 2023 |
|                    |           |                      |        |           |                    |
| Olympischer Rekord | Reißen    | Olympischer Standard | 115 kg |           |                    |
| Olympischer Rekord | Stoßen    | Olympischer Standard | 148 kg |           |                    |
| Olympischer Rekord | Zweikampf | Olympischer Standard | 265 kg |           |                    |

### Neue Rekorde
| Olympischer Rekord | Reißen | Angie Palacios | 116 kg | Paris | 9. August 2024 |
| Olympischer Rekord | Reißen | Olivia Reeves  | 117 kg | Paris | 9. August 2024 |

## Qualifikation
Die zehn höchstplatzierten Athletinnen der Qualifikationsrangliste erhielten einen Quotenplatz. Dabei war nur eine Athletin pro Land zu berücksichtigen. Pro Geschlecht durften jedoch nur maximal drei Sportler eines NOKs über drei Gewichtsklassen verteilt eingesetzt werden. Zudem war ein Quotenplatz für denjenigen kontinentalen Verband vorgesehen, dessen Athletinnen sich nicht über die Qualifikationsrangliste einen Startplatz sichern konnten. Dabei erhielt die höchstplatzierte teilnahmeberechtigte Athletin dieses kontinentalen Verbandes den Quotenplatz. Um teilnahmeberechtigt zu sein, mussten die Athletinnen an den Weltmeisterschaften 2023, dem IWF World Cup 2024 und an mindestens drei weiteren Qualifikationsturnieren teilnehmen.

## Endergebnis
| Rang | Athletin           | Nation                         | Kgw. | Reißen (kg) | Reißen (kg) | Reißen (kg) | Reißen (kg) | Stoßen (kg) | Stoßen (kg) | Stoßen (kg) | Stoßen (kg) | Zweikampf |
| Rang | Athletin           | Nation                         | Kgw. | 1           | 2           | 3           | Gesamt      | 1           | 2           | 3           | Gesamt      | Zweikampf |
| ---- | ------------------ | ------------------------------ | ---- | ----------- | ----------- | ----------- | ----------- | ----------- | ----------- | ----------- | ----------- | --------- |
| 1    | Olivia Reeves      | Vereinigte Staaten             |      | 112         | 115         | 117         | 117         | 140         | 145         | 150         | 145         | 262       |
| 2    | Mari Sánchez       | Kolumbien                      |      | 108         | 112         | 112         | 112         | 135         | 140         | 145         | 145         | 257       |
| 3    | Angie Palacios     | Ecuador                        |      | 110         | 114         | 116         | 116         | 135         | 138         | 140         | 140         | 256       |
| 4    | Sjusanna Walodska  | Individuelle Neutrale Athleten |      | 108         | 111         | 113         | 111         | 135         | 140         | 142         | 135         | 246       |
| 5    | Marie Fegue        | Frankreich                     |      | 110         | 110         | 114         | 110         | 132         | 133         | 138         | 133         | 243       |
| 6    | Chen Wen-huei      | Chinesisch Taipeh              |      | 102         | 103         | 106         | 103         | 133         | 139         | 140         | 133         | 236       |
| 7    | Joy Ogbonne Eze    | Nigeria                        |      | 95          | 101         | 105         | 101         | 120         | 127         | 131         | 131         | 232       |
| 8    | Amanda Schott      | Brasilien                      |      | 100         | 104         | 106         | 106         | 117         | 123         | 131         | 123         | 229       |
| 9    | Neama Said         | Ägypten                        |      | 97          | 101         | 102         | 97          | 120         | 125         | —           | 125         | 222       |
| 10   | Jacqueline Nichele | Australien                     |      | 90          | 94          | 98          | 94          | 115         | 120         | 120         | 115         | 209       |
| —    | Loredana Toma      | Rumänien                       |      | 111         | 115         | 117         | 115         | 131         | 133         | 134         | —           | DNF       |
| —    | Vanessa Sarno      | Philippinen                    |      | 100         | 100         | 100         | —           | —           | —           | —           | —           | DNF       |